# Călărași (Roumanie)
Pour les articles homonymes, voir Călărași (homonymie).
Călărași est une ville au sud-est de la Roumanie, près de la frontière bulgare, dans la région de Munténie. C'est le chef-lieu du județ de Călărași.

## Géographie
Elle est située sur la rive nord du Danube, à environ 12 km de la frontière bulgare et à 125 km de Bucarest.

## Étymologie
Le nom signifie « cavaliers » et réfère à un corps de l'ancienne armée princière valaque.

## Histoire
Le site est un village préhistorique. Călărași a été créé par les princes de Valachie, comme garnison sur la route de Constantinople, établie par des cavaliers (comme celui du blason). Sous leur garde prospèrent des marchands, des artisans, des jardiniers et des pêcheurs (le Danube est tout proche). La ville exporte des céréales et des salaisons. Elle accueille aussi de nombreux réfugiés bulgares fuyant la répression ottomane, et s'agrandit en une petite ville, qui, en 1834, devient chef-lieu de canton, et en 1968 chef-lieu du județ de Călărași. Comme toute la Roumanie, Călărași a subi les régimes dictatoriaux carliste, fasciste et communiste de février 1938 à décembre 1989, mais connaît à nouveau la démocratie depuis 1990.

## Démographie
Lors du recensement de 2011, 82,91 % de la population se déclarent roumains et  3,14 % comme roms (13,12 % déclarent une autre appartenance ethnique et 0,8 % ne déclarent pas d'appartenance ethnique).
De plus, 85,33 % des habitants se déclarent orthodoxes (13,15 % déclarent une autre appartenance ethnique et 1,5 % ne déclarent pas d'appartenance religieuse)

## Politique
| Parti | Parti                        | Sièges |
| ----- | ---------------------------- | ------ |
|       | Parti national libéral (PNL) | 10     |
|       | Parti social-démocrate (PSD) | 8      |
|       | Parti de la justice sociale  | 3      |

## Économie
La ville est un centre industriel pour le bois et le papier, l'agroalimentaire, l'industrie du verre, le textile, l'équipement médical et l'industrie lourde.

## Culture
La ville est connue pour être la maison Capșa provinciale (voir les références).

## Jumelages
- Rivery (France)
- Svietlahorsk (Biélorussie)[4]
- Naples (Italie)
- Royal Palm Beach (États-Unis)
- Hengyang (Chine)
- Călărași (Moldavie)
- Razgrad (Bulgarie)

## Personnages célèbres
- Ştefan Bănică : acteur, chanteur